# Рудолф I (Тюбинген-Херенберг)
Рудолф I (III) фон Тюбинген-Херенберг (на немски: Rudolf I fon Tübingen-Herrenberg, der Scheerer; Rudolf III von Tübingen); † 12 май 1277, Виена) е граф на Тюбинген в Херенберг и фогт на Зинделфинген.

## Живот
Той е по-малкият син на пфалцграф Рудолф II фон Тюбинген († 1247) и съпругата му, дъщеря на маркграф Хайнрих I фон Ронсберг († 1191) и Удилхилд фон Гамертинген († 1191). Брат му Хуго IV († ок. 1267) е пфалцграф на Тюбинген-Хорб. Сестра му Мехтхилд е майка на римско-немската кралица Гертруда фон Хоенберг, от 1245 г. съпруга на Рудолф I Хабсбургски.
За да се различава от баща си, Рудолф I носи често името „Шерер“ на град Шер на Дунав и основава „линията Херенберг“ на рода „пфалцграфовете на Тюбинген“, която се нарича на него и „Шерер“.
След смъртта на брат му Хуго IV той става опекун на децата му и носи и титлата „пфалцграф“.

## Фамилия
Първи брак: с дъщеря († сл. 1251) на граф Херман фон Вюртемберг († 1236) и на Ирменгард фон Ултен. Тя е сестра на граф Улрих I фон Вюртемберг.
Втори брак: сл. 1251 г. с Аделхайд фон Еберщайн-Сайн († сл. 1277), дъщеря на граф Еберхард V фон Еберщайн († 1248/1253) и Елизабет фон Баден († ок. 1266), дъщеря на маркграф Херман V фон Баден. Те имат децата:
- Лудвиг (* пр. 1258)
- Еберхард „Шерер“ († 21 април 1302), граф на Тюбинген, женен на 27 ноември 1286 г. за Аделхайд фон Калв-Файхинген († сл. 1323)
- Агнес, наследничка на Блаубойрен, омъжена за граф Улрих II фон Хелфенщайн († сл. 1294)
- Рудолф II „Шерер“ (* 1276; † 1316), граф на Тюбинген, женен на 24 ноември 1286 г. за Луитгард фон Берг-Шелклинген († 1304), дъщеря на граф Улрих III фон Берг-Шелклинген
- Хуго († 1277)
- Ута фон ТюбингенУта († сл. 1302), омъжена за Херман II фон Геролдсек, фогт фон Ортенау († 1298, убит при Гьолхайм)